# 나니아 연대기: 사자, 마녀, 그리고 옷장
《나니아 연대기: 사자, 마녀, 그리고 옷장》(영어: The Chronicles of Narnia: The Lion, the Witch and the Wardrobe)은 2005년에 개봉한 판타지 영화로, C. S.루이스의 소설 《나니아 연대기》의 첫 번째 작품 사자, 마녀, 그리고 옷장을 영화화한 것이다. 감독은 앤드루 애덤슨이 맡았고, 윌리엄 모즐리, 애나 포플웰, 스캔더 케인스, 조지 헨리가 각가 피터, 수전, 에드먼드, 루시 자매 역을 맡았다. 그리고 틸다 스윈턴이 하얀 마녀 역을, 리엄 니슨이 아슬란의 성우를 맡았다.

## 줄거리
피터,수잔,에드먼트 그리고 루시, 이렇게 4 남매는 독일군의 공격으로 한적한 시골로 피난을 오게 된다. 이들이 교수의 집에서 숨바꼭질을 하고 있을 때, 루시는 어떤 방에서 아주 신기한 옷장을 보게 된다. 옷장으로 들어가는 순간 알 수 없는 차가운 기운이 느껴지는데, 그것은 다른 나라인 나니아였다. 마녀의 지배로 100년동안 겨울이 지속되고 있는 나니아에는 아담의 아들과 이브의 딸들이 왕좌에 앉게 될 것(마녀를 축출할 것)이라는 전설이 내려온다. 이 4명의 남매들이 고생끝에 바다황제의 아들이자, 거대한 사자인 아슬란의 도움으로 마녀를 물리치고 왕좌에 앉게 된다는 내용을 다루고 있다.

## 출연
- 윌리엄 모즐리/노아 헌틀리(성인) - 피터 역
- 애나 포플웰/소피 윙클먼(성인) - 수잔 역
- 스캔더 케인즈/마크 웰스(성인) - 에드먼드 역
- 조지 헨리/레이철 헨리(성인) - 루시 역
- 틸다 스윈튼 - 하얀 마녀 제이디스 역
- 리암 니슨 - 아슬란 역 (목소리 출연)
- 제임스 맥어보이 - 툼누스 씨 역
- 레이 윈스톤 - 비버 아저씨 역 (목소리 출연)
- 돈 프렌치 - 비버 아주머니 역 (목소리 출연)
- 키란 샤 - 기나르브리크 역
- 짐 브로드벤트 - 디고리 커크 교수 역
- 엘리자베스 호손 - 매크리디 역
- 제임스 코스모 - 파더 크리스마스 역
- 마이클 매드슨 - 모그림 역 (목소리 출연)
- 패트릭 케이크 - 오라이어스 역
- 세인 랜지 - 오트민 장군 역
- 모리스 컵턴
- 주디 매킨토시 - 헬렌 역
- 루퍼트 에버렛 - 여우 역 (목소리 출연)
- 캐머런 로즈 - 그리폰 역 (목소리 출연)